# La Dédaigneuse (1797)
Pour les articles homonymes, voir La Dédaigneuse (navire).
La Dédaigneuse est une frégate de 40 canons de classe Coquille de la marine française, lancée en 1797. La Royal Navy la captura en 1801 et la remit en service sous le nom de HMS Dédaigneuse. Elle a été transformée en navire de réception en 1812 et vendue en 1823.

## Service français
Le 30 décembre 1800, alors qu’elle ramène des prisonniers politiques de Cayenne en France sous les ordres du capitaine Louis-Gilles Prévost de Lacroix, elle aperçoit le HMS Tamar (1796).

### Capture
Le lundi 26 janvier 1801, à 8 h 00, à la position 45° N, 12° O, le HMS Oiseau, sous le commandement du capitaine Samuel Hood Linzee, se lança à la poursuite de La Dédaigneuse, qui se rendait de Cayenne à Rochefort avec des dépêches. À midi le lendemain, alors que le cap Finisterre était en vue, le capitaine Linzee signala au HMS Sirius et au HMS Amethyst, qui étaient en vue, de se joindre à la poursuite. La Dédaigneuse maintint son avantage jusqu’à 2 heures du matin le 28 janvier, alors que l'Oiseau et le Sirius se trouvaient à portée de mousquet de La Dédaigneuse. Dans une tentative désespérée d’intimider ses poursuivants, La Dédaigneuse ouvrit le feu depuis ses canons de poupe. Les deux navires britanniques ripostèrent immédiatement à son feu. Après un combat de 45 minutes, La Dédaigneuse se retrouve à deux milles au large des côtes, près du cap Bellem, avec son gréement courant et ses voiles hachés en morceaux, principalement en raison des tirs réguliers et bien dirigés du Sirius. À bord de La Dédaigneuse, les pertes sont lourdes, avec plusieurs hommes tués, dont le capitaine et son cinquième lieutenant, et 17 blessés. Elle a donc été contrainte de baisser pavillon. L'Améthyste, à cause de vents défavorables, ne put arriver en renfort qu’après que La Dédaigneuse eut baissé pavillon. Bien que le Sirius soit le seul navire britannique endommagé (au gréement, aux voiles, aux vergues et au beaupré) lors de la rencontre, il n’y a pas eu de victimes du côté britannique. Le capitaine Linzee déclara que la rencontre avait été une longue et anxieuse poursuite de 42 heures et reconnut que La Dédaigneuse avait offert une résistance courageuse. Linzee l’a également décrite comme « une frégate neuve parfaite, avec un doublage en cuivre et qui navigue bien... ». Il l’envoya à Plymouth avec un équipage de prise sous le commandement de son premier lieutenant, H. Lloyd. La Dédaigneuse fut par la suite incorporée à la Royal Navy sous le même nom de HMS Dédaigneuse,.

## Service britannique
Le capitaine Thomas Shortland reçut le commandement de La Dédaigneuse en avril 1802 et l’emmena aux Indes orientales en juin.
Le capitaine Peter Heywood prit le commandement de La Dédaigneuse en avril 1803 dans les Indes orientales. Le 14 décembre, il captura le corsaire français Espiègle, de deux (ou quatre) canons, . En raison de sa mauvaise santé et de la mort de son frère aîné, le capitaine Heywood démissionna de son commandement le 24 janvier 1805. Il retourna ensuite au Royaume-Uni en tant que passager sur l’East Indiaman Cirencester.
Le capitaine Charles James Johnson remplaça Heywood.
En juillet 1805, le commander William Beauchamp-Proctor reçut le commandement de La Dédaigneuse à titre intérimaire. Il ne fut confirmé dans son commandement que le 5 septembre 1806.
Le 21 novembre 1808, au coucher du soleil, la Dédaigneuse est stationnée au large de l’île de France lorsqu’elle rencontre la frégate française de 36 canons La Sémillante qui revient d’une croisière dans l’océan Indien. La Dédaigneuse se lança à sa poursuite, et à minuit les deux navires n’étaient plus distants que d’un demi-mille marin. La Dédaigneuse tira deux ou trois coups de ses pièces de chasse, puis une bordée entière, tandis que La Sémillante virait de bord. La Dédaigneuse lui emboîta le pas, mais à cause de la faiblesse du vent, le navire ne put pas faire demi-tour. Un canot fut mis à l’eau pour le remorquer, et il put enfin poursuivre le navire français, maintenant à une certaine distance en avant. Malheureusement, La Dédaigneuse avait perdu beaucoup de son doublage en cuivre, sa coque étant très encrassée, et au mieux un navire en mauvais état de marche. Elle se laissa peu à peu distancer. Beauchamp-Proctor abandonna finalement la poursuite vers 17 heures, et peu après, La Sémillante jeta l’ancre à Port-Louis. La Dédaigneuse continua à patrouiller dans les eaux au large de l’île de France jusqu’à ce que son eau potable et ses provisions soient presque épuisées, avant de naviguer vers Madagascar pour se ravitailler, puis de naviguer vers Bombay. Lorsque le commandant en chef se déclara mécontent de sa conduite, le capitaine Beauchamp-Proctor demanda une cour martiale qui eut lieu à bord du HMS Culloden (1783) dans le port de Bombay le 27 mars 1809. Tous les officiers de La Dédaigneuse témoignèrent vigoureusement en faveur de leur capitaine, et le tribunal l’acquitta de toute faute, rejetant carrément la responsabilité sur les piètres qualités de navigation de La Dédaigneuse.

## Destin
Le 21 mai 1823, les « Principaux Officiers et Commissaires de la Marine de Sa Majesté » proposèrent à la vente La Dédaigneuse, de « 42 canons et 897 tonneaux », « échouée à Deptford ». La Dédaigneuse a été vendue ce jour-là pour 2 000 £ à Job Cockshott.